# Episodi di Lego City Adventures (seconda stagione)
La seconda stagione della serie animata Lego City Adventures, composta da 10 episodi, è stata trasmessa negli Stati Uniti, da Nickelodeon, dall'8 marzo al 12 dicembre 2020.
In Italia è stata trasmessa su Nickelodeon.
| N° | Codice di produzione | Titolo originale                      | Titolo italiano                       | Prima TV USA     | Prima TV Italia |
| -- | -------------------- | ------------------------------------- | ------------------------------------- | ---------------- | --------------- |
| 1  | 201                  | Buster Moves                          | La tattica di Buster                  | 8 marzo 2020     | 26 ottobre 2020 |
| 1  | 201                  | To Cop or Not to Cop                  | Poliziotto o no?                      | 8 marzo 2020     | 26 ottobre 2020 |
| 2  | 202                  | Handle with Car                       | La macchina nuova                     | 15 marzo 2020    | 27 ottobre 2020 |
| 2  | 202                  | The Silver Blur                       | Super Bruno                           | 15 marzo 2020    | 27 ottobre 2020 |
| 3  | 203                  | Harl Hubbs Day                        | La giornata di Harl Hubbs             | 29 marzo 2020    | 28 ottobre 2020 |
| 3  | 203                  | Ann They're Off                       | Una mamma sprint                      | 29 marzo 2020    | 28 ottobre 2020 |
| 4  | 204                  | Bob and Clemmons' Excellent Adventure | Le avventure di Bob e Clemmons        | 12 luglio 2020   | 29 ottobre 2020 |
| 4  | 204                  | The Man With No Name With A Name      | L'uomo venuto dal West                | 12 luglio 2020   | 29 ottobre 2020 |
| 5  | 205                  | Daisy Chain Gang                      | L'unione fa la forza                  | 19 luglio 2020   | 30 ottobre 2020 |
| 5  | 205                  | Backdraft to School                   | Freya torna a scuola                  | 19 luglio 2020   | 30 ottobre 2020 |
| 6  | 206                  | Running Mates                         | Il candidato divertente               | 26 luglio 2020   | 2 novembre 2020 |
| 6  | 206                  | Dirty Duke                            |                                       | 26 luglio 2020   | 2 novembre 2020 |
| 7  | 207                  | For Wheeler                           | Per Wheeler                           | 2 agosto 2020    | 3 novembre 2020 |
| 7  | 207                  | Brickmuda Heptagon                    | L'ettagono delle Bermuda              | 2 agosto 2020    | 3 novembre 2020 |
| 8  | 208                  | The Quacken                           | Il Quacken                            | 9 agosto 2020    | 4 novembre 2020 |
| 8  | 208                  | The Treasure of Nosepatch             | Il tesoro di Nosepatch                | 9 agosto 2020    | 4 novembre 2020 |
| 9  | 210                  | Midden Fleasure                       | Teodora Nakosto                       | 16 agosto 2020   | 5 novembre 2020 |
| 9  | 210                  | Tread or Alive                        | Tread non arriva mai secondo!         | 16 agosto 2020   | 5 novembre 2020 |
| 10 | 209                  | Arrest Ye Merry Gentlemen             | Festosi gentiluomini siete in arresto | 12 dicembre 2020 | 6 novembre 2020 |
| 10 | 209                  | Ride Along Kid                        | Buon giro, ragazzo                    | 12 dicembre 2020 | 6 novembre 2020 |